# تپه کورآباد
تپه کورآباد مربوط به دوره نوسنگی است و در شهرستان میاندوآب، بخش مرحمت آباد، دهستان مرحمت آباد جنوبی، ۵۰۰ متری شرق روستای کورآباد واقع شده و این اثر در تاریخ ۷ خرداد ۱۳۸۷ با شمارهٔ ثبت ۲۲۸۸۱ به‌عنوان یکی از آثار ملی ایران به ثبت رسیده است.